# Сврбице
Сврбице (слч. Svrbice) насељено је мјесто са административним статусом сеоске општине (слч. obec) у округу Топољчани, у Њитранском крају, Словачка Република.

## Становништво
| Година:    | 1994. | 2004.    | 2014.   | 2024.   |
| ---------- | ----- | -------- | ------- | ------- |
| Број људи: | 232   | 208      | 199     | 194     |
| Разлика:   |       | -10,34 % | -4,32 % | -2,51 % |

| Година:    | 2023. | 2024.   |
| ---------- | ----- | ------- |
| Број људи: | 192   | 194     |
| Разлика:   |       | +1,04 % |

Према подацима о броју становника из 2011. године насеље је имало 209 становника.